# Philip Manow

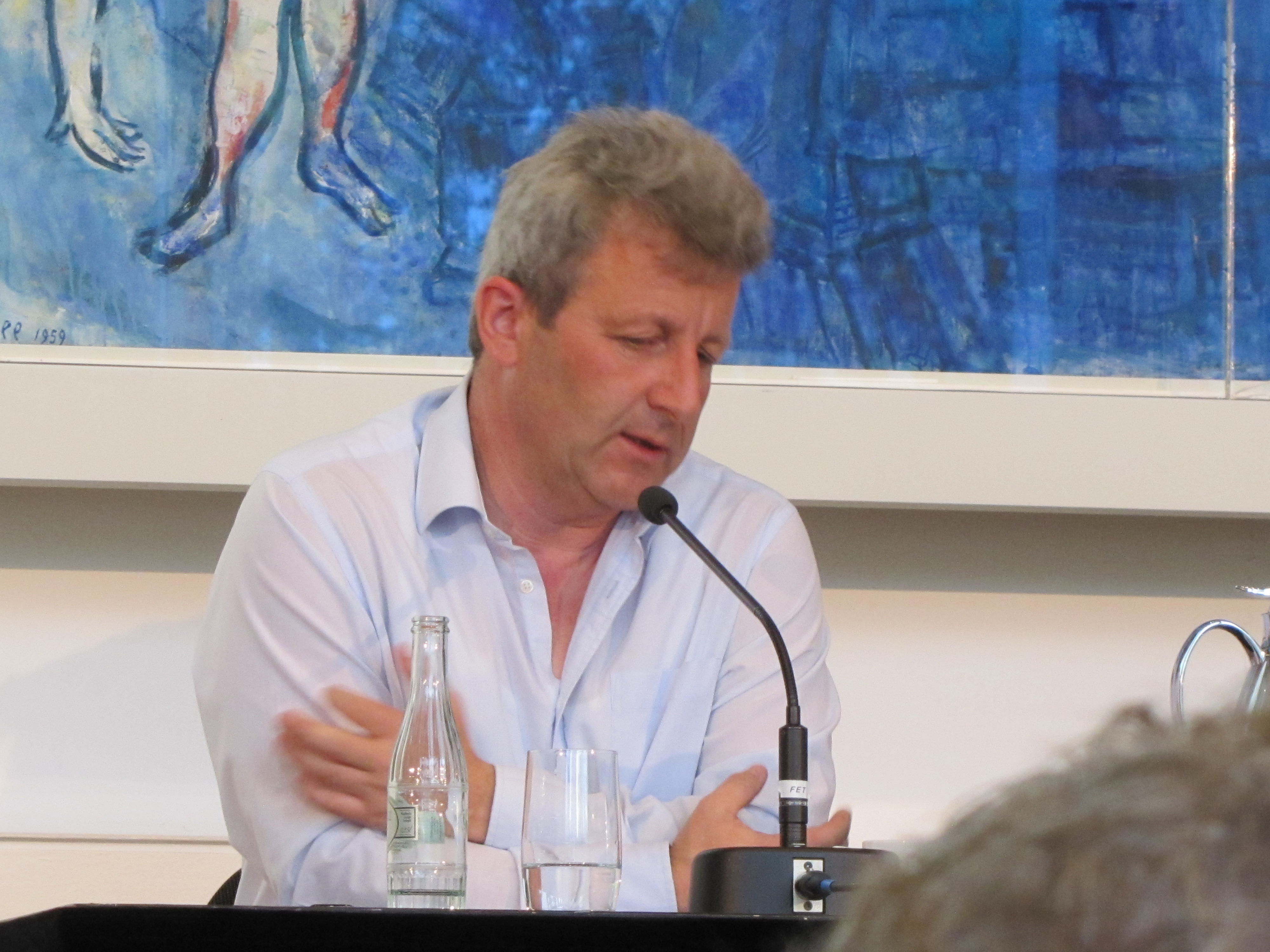
Philip Manow bei den Römerberggesprächen 2019

Philip Manow (* 1963 in Hamburg) ist ein deutscher Politikwissenschaftler und Professor an der Universität Siegen.

## Leben und Wirken
Philip Manow studierte Politikwissenschaft, Volkswirtschaftslehre und Geschichte an der Philipps-Universität Marburg und der Freien Universität Berlin. Von 2002 bis 2007 war er Leiter der Forschungsgruppe „Politik und politische Ökonomie“ am Max-Planck-Institut für Gesellschaftsforschung in Köln, bevor er 2004 die politikwissenschaftliche Datensammlung ParlGov initiierte, die er seitdem mit Holger Döring betreibt. Die Plattform umfasste im Jahr 2019 vergleichbare Daten aus 39 westlichen Demokratien von rund 1700 Parteien, 990 Wahlen und 1500 Regierungen. Sie wird kontinuierlich gepflegt.
Im Jahr 2007 wurde Manow auf eine Professur für Politik- und Verwaltungswissenschaft an der Universität Konstanz berufen. Ab 2009 hatte er die Professur für Moderne Politische Theorie am Institut für Politische Wissenschaft der Ruprecht-Karls-Universität Heidelberg inne. Seit 2010 war er Professor für Vergleichende Politische Ökonomie an der Universität Bremen und dort Sprecher des Forschungszentrums Ungleichheit und Sozialpolitik (SOCIUM), ehe er 2024 auf die Professur für Internationale Politische Ökonomie an die Universität Siegen berufen wurde.
Am Wissenschaftskolleg zu Berlin begründete Manow 2014 das Projekt „Dinge und Orte der Demokratie“.
2018 wurde Manow in die Berlin-Brandenburgische Akademie der Wissenschaften gewählt.

## Die Politische Ökonomie des Populismus
In seinem Buch Die Politische Ökonomie des Populismus (2018) versucht Philip Manow die verschiedenen linken und rechten Populismen in Europa zu analysieren. Innerhalb der Europäischen Union und den einzelnen Nationalstaaten muss man nach Manow „sozioökonomisch differenzieren“, um die verschiedenen Ausprägungen des Populismus zu verstehen.
Philip Manow führt „populistischen Protest auf zwei Globalisierungsprozesse zurück: internationaler Handel und Migration.“ Er unterscheidet dabei zwischen Arbeits- und Fluchtmigration und der jeweiligen Politischen Ökonomie.
Manow unterscheidet innerhalb der Europäischen Union vier Idealtypen der Politischen Ökonomie.
- Norden: skandinavisch-sozialdemokratische Politische Ökonomien
- Westen: kontinentaleuropäisch–konservativ (inklusiv der angelsächsisch–liberalen) Politische Ökonomien
- Süden: südeuropäisch(–klientelistisch) Politische Ökonomien
- Osten: die Länder Osteuropas[9]

In seinem Buch Unter Beobachtung (2024) findet sich die zentrale demokratietheoretische Forderung nach weniger Verfassungsrecht, also weniger Konstitutionalisierung und mehr (elektorale) Macht für die Mehrheit. Nur so sei die Demokratie noch zu retten.

## Die russische Wirtschaft und der Angriffskrieg gegen die Ukraine 2022
Die Strukturmerkmale der russischen Volkswirtschaft, wie sie sich nach dem Zerfall der Sowjetunion entwickelt haben, beschreibt Manow in einem Tagesspiegel-Artikel als wichtiger Teil zur Erklärung von Putins Angriffskrieg gegen die Ukraine. In Russland habe die Machtimplosion der Kommunistischen Partei – anders als in anderen vormaligen Ostblock-Staaten oder in China – „einem kriminellen Raubtierkapitalismus“ Raum gegeben mit der Begleitfolge eines Rückgangs des russischen Bruttosozialprodukts um fast 40 Prozent und dem Zusammenbruch von für einen Modernisierungskurs unerlässlichen Staatsfunktionen. Unterdessen sei Russlands Bruttosozialprodukt geringer als das Italiens, das Pro-Kopf-Produkt kleiner als das rumänische. „Russland ist ein Land, das nichts herstellt, was die Welt gebrauchen könnte (abgesehen von dem einen oder anderen Waffensystem) und das lediglich Gas, Öl und Gewalt exportieren kann.“ Es handle sich um eine Wirtschaft ohne substantielle Produktivitätsfortschritte, in der realisierte Gewinne nicht reinvestiert, sondern ausgeschüttet und verkonsumiert würden (Yachten, Privatjets, Londoner Wohnungen für die Oligarchie sowie „trickle-down-Imitationen“ dieses Konsummusters für eine schmale gehobene Mittelschicht).
Aus dieser ökonomischen Lage Russlands resultiere eine spezifische geopolitische Logik, bei der die zunehmend westlich orientierte Ukraine eine wichtige Rolle spiele. Nicht nur kontrolliere sie zumindest teilweise die Durchleitung russischen Gases nach Mittel- und Westeuropa. Auch habe die Ukraine die Erschließung der vor der Krim entdeckten großen Gasvorkommen nicht an Gazprom oder Lukoil vergeben, sondern an Shell und Exxon. Diesbezüglich ebenfalls zu beachten seien die enormen Schieferöl-Reservoirs im Donbas und in der westlichen Ukraine, die nahe der Unruheregion Transnistrien seit etwa 2010 per Fracking ausgebeutet werden könnten. Manow schlussfolgert: „Wenn eine westintegrierte Ukraine selbst die Rolle eines Hauptenergielieferanten Westeuropas übernehmen kann und zugleich den Zugang des russischen Petrosta[a]te[s] zu diesem europäischen Markt wesentlich kontrolliert, dann gefährdet das die wirtschaftliche wie politische Geschäftsgrundlage von Putins Herrschaft insgesamt. So wird verständlich, welche ökonomischen und damit unmittelbar verbunden auch politischen Kriegsziele der Kreml verfolgt.“

## Publikationen (Auswahl)
- Im Schatten des Königs. Die politische Anatomie demokratischer Repräsentation. Suhrkamp, Frankfurt am Main 2008, ISBN 978-3-518-12524-3.
- Religion und Sozialstaat. Die konfessionellen Grundlagen europäischer Wohlfahrtsstaatsregime. Campus Verlag, Frankfurt am Main 2009, ISBN 978-3-593-38752-9.
- Politische Ursprungsphantasien. Der Leviathan und sein Erbe. Konstanz University Press, Paderborn 2011, ISBN 978-3-86253-011-3.
- Die zentralen Nebensächlichkeiten der Demokratie. Von Applausminuten, Föhnfrisuren und Zehnpunkteplänen, Rowohlt Polaris, Reinbek bei Hamburg 2017, ISBN 978-3-499-63277-8.
- Die Politische Ökonomie des Populismus. Suhrkamp, Berlin 2018, ISBN 978-3-518-12728-5.
- (Ent-)Demokratisierung der Demokratie. Suhrkamp, Berlin 2020, ISBN 978-3-518-12753-7.
- Nehmen, Teilen, Weiden. Carl Schmitts politische Ökonomien. Wallstein, Göttingen 2022, ISBN 978-3-8353-9101-7.
- Unter Beobachtung. Die Bestimmung der liberalen Demokratie und ihrer Freunde. Suhrkamp, Berlin 2024, ISBN 978-3-518-12796-4.

Essays
- Der Extremismus der Mitte, Merkur, Januar 2019 (Archiv-Version vom 29. September 2020).
- „Dann wählen wir uns ein anderes Volk …“ Populisten vs. Elite, Elite vs. Populisten, Merkur, April 2019 (Archiv-Version vom 2. August 2020).
- Der Geist der Gesetze, Merkur Heft 891, August 2023. Manow diskutiert hier die Unmöglichkeit eines Konsenses über die Frage, ob die Macht der Mehrheit eingehegt werden muss.